# Warzenko
Warzenko, dodatkowa nazwa w języku kaszubskim Wôrzenkò, niem. Warschenko – wieś kaszubska w Polsce położona w województwie pomorskim, w powiecie kartuskim, w gminie Przodkowo nad jeziorem Tuchomskim.
W pobliżu wsi, w sąsiedztwie jeziora Tuchomskiego, znajduje się użytek ekologiczny. Są również planowane obszary ochrony przyrody: zespół przyrodniczo-krajobrazowy Rynna Kczewsko-Tuchomska oraz zespół przyrodniczo-krajobrazowy Martenki. 
Nad Jeziorem Tuchomskim znajduje się grodzisko średniowieczne, przy którym występuje Przęstka pospolita (Hippuris vulgaris) oraz skupienie głogów z 3 gatunków. Koło Warzenka, w pasie torfowiska zarastającego drzewami, występuje bagno zwyczajne (Ledum palustre) objęte ochroną ścisłą, a w przyległym lesie sosnowym spotkać można ściśle chroniony relikt glacjalny – zimoziół północny (Linnaea borealis).
We wsi zlokalizowany jest Ośrodek Szkoleniowo-Kolonijny należący do Fundacji Pro Caritate Gedanesis.  

## Nazwa miejscowości
Nazwa Warzenko jest nazwą deminutywną, czyli zdrobniałą, od leżącej już w powiecie wejherowskim wsi Warzno. Ta z kolei nazwa została przeniesiona z leżącego w pobliżu miejscowości jeziora Warzno, zapisanego w 1278 r. jako Warsno. Dziś ten zbiornik wodny nosi nazwę Jezioro Tuchomskie. Pierwotna jego nazwa została utworzona typowym dla nazw jezior formantem -no od rzeczownika war, kasz. wôr o znaczeniu 'gorąca woda'.

## Historia miejscowości
Wieś istniała już w czasach krzyżackich (1308-1466). W czasach polskich (1466-1772), w powiecie gdańskim województwa pomorskiego, stanowiła własność miejską Gdańska. W późniejszym okresie stała się własnością prywatną. Spośród właścicieli znani są: w 1781 r. Lerchenfeltowa, w 1789 Robakowski, w 1885 r. Max Hevelke. 
W roku 1892 wieś miała 94 mieszkańców, 72 Kaszubów katolików i 22 Niemców ewangelików. W roku 1910 było już 175 mieszkańców, w tym, wg deklarowanego języka ojczystego, 130 Kaszubów i 45 Niemców.
W roku 1913 w miejscowym majątku funkcjonowała też cegielnia. Właścicielem był wciąż Max Hevelke, kapitan wojsk pruskich w stanie spoczynku.
W latach 1975–1998 miejscowość administracyjnie należała do województwa gdańskiego.